# Seznam lubušských biskupů
Seznam lubušských (Lubusz, Lebus) biskupů
Biskupství zřízeno roku 1124/25
- před 1133–1141 Bernard I.
- 1149–1158 Štěpán
- (po 1158–před 1180 Bernard II.?)
- 1180 Gaudentius (Radim)
- ?-1189 Přeclav
- 1191 Arnold, opat z Mohylna
- 1196/98–1201 Cyprián (poté biskup vratislavský, † 1207)
- 1202?–1208? Vavřinec I.
- 1209–1233 Vavřinec II.
- 1233–1244 Jindřich I.
- 1248–nejpozději 1252 Nanker
- 1252–1273 Vilém I. Niský
- 1274–1284 Vilém II.

1276 přenesení biskupského sídla do Hořice (Górzyca, Göritz)
- (1283–1284 Vladimír/Volmír?)
- 1284–1299 Konrád I.
- (1299–1300 Mikuláš? - administrátor)
- 1300–1306? Jan I.
- 1308-nejpozději 1317 Bedřich I.
- 1326–1345 Štěpán II. (zvolen již 1317)
- 1345–1352 Apečko, děkan z Minsterberka
- 1353–1366 Jindřich II. z Banče
- 1366–1375 Petr I. z Opolí
- 1375–1382 Václav Lehnický (poté biskup vratislavský, † 1419)

1385 přenesení biskupského sídla do Fürstenwalde
- 1382–1392 Jan II. Kytlice (poté biskup míšeňský, † 1408)
- 1393–1397 Jan III. Mráz
- 1397–1418 Jan IV. z Borsnice (poté arcibiskup ostřihomský)
- 1420–1423 Jan V. (st.) z Valdova (též biskup braniborský)
- 1423–1436 Jan VI. (ml.) z Valdova
- 1424–1436 Kryštof von Rotenhanu
- 1437–1439 Petr II. von Burgsdorff
- 1440–1443 Konrád II. Kron
- 1443–1455 Jan VII. von Dreher (Dehr, Dyhrn)
- 1455–1483 Bedřich II. Sesselmann
- 1484–1486 Libor von Schlieben
- 1487–1490 Ludvík Burgsdorf
- 1490–1523 Dětřich von Bülow
- 1524–1550 Jiří von Blumenthal
- 1550–1555 Jan VIII. Horneburg
- 1555–1598 Jáchym Bedřich Hohenzollern

Zánik biskupství